# Emmanuel Barcet
François Maurice Emmanuel Barcet (Lyon 6e, 3 juin 1870 - Paris 14e, 16 mai 1942) est un artiste peintre, dessinateur, aquafortiste, affichiste et humoriste français.

## Biographie

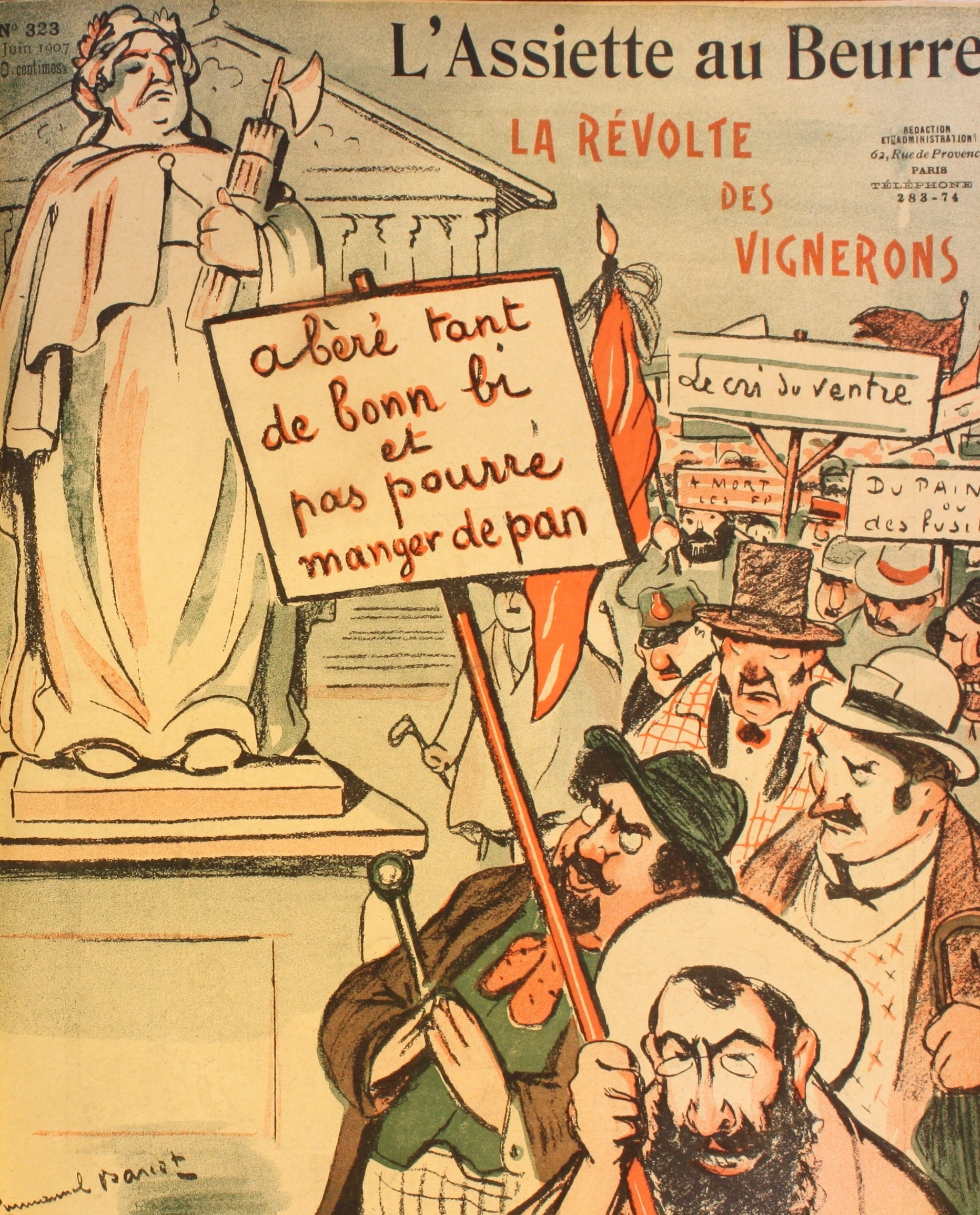
Une de L'Assiette au beurre sur la révolte des vignerons, juin 1903.

À partir de la toute fin du XIXe siècle, Emmanuel Barcet collabore à de nombreuses revues humoristiques comme Le Frou-frou, L'Assiette au beurre (dont il fait plusieurs unes), Le Rire, Le Cri de Paris, Pochette nationale, La Baïonnette. Ses dessins humoristiques, souvent caustiques, sont regroupés sous la forme d'albums (La Bourse, L'Hôtel des ventes) et il participe à l'almanach de l'imprimerie Paul Dupont.
Ouvrant un atelier d'affiches artistiques, il exécute des commandes de dessins publicitaires, que ce soit des encarts (Savon à barbe Gibbs) ou des affiches. Jules Chéret choisit de reproduire l'une d'elles, Théâtre Pompadour, dans sa revue Les Maîtres de l'affiche (1895-1900).
Il est l'illustrateur d'ouvrages légers signés entre autres Georges Docquois, Georges Courteline, Willy, mais aussi de partitions musicales.
En avril 1921, la direction générale des Beaux-Arts l'embauche parmi d'autres artistes pour travailler au service de restitution des œuvres spoliées durant l'occupation du nord de la France par les troupes allemandes.
Il habitait 18 rue Chanoinesse et son atelier d'affiches artistiques était au 7 rue Hégésippe-Moreau.